# شاتو دیکم

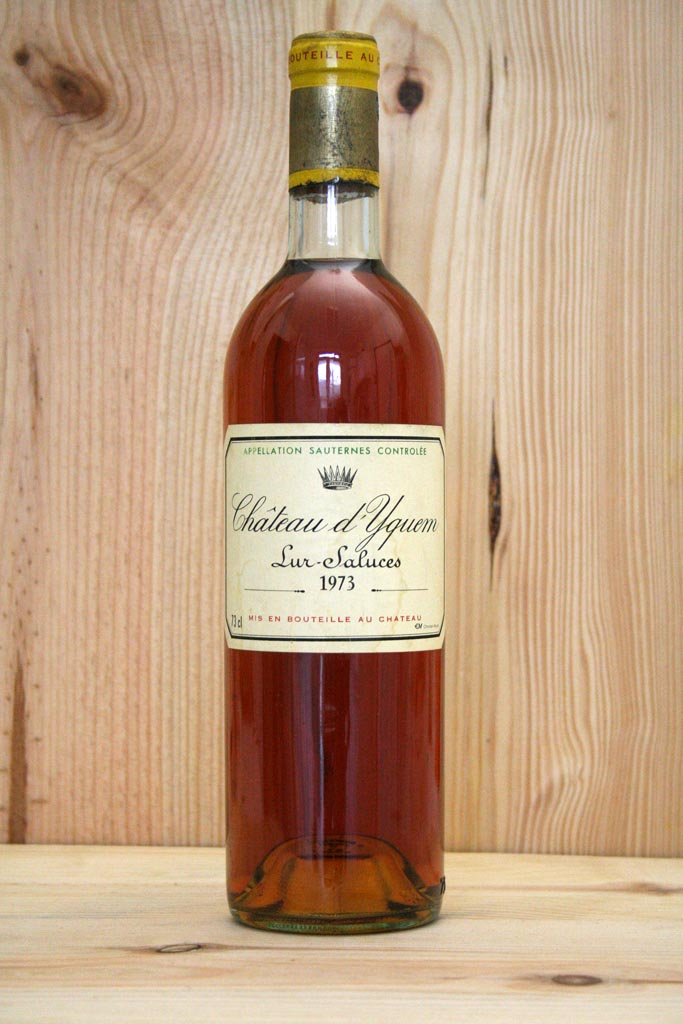
یک بطری شراب شاتو دیکم از سال ۱۹۷۵

شاتو دیکِم (به فرانسوی: Château d'Yquem) برند قدیمی شراب فرانسوی از جنوب بوردو است. شراب‌های آن شیرین، گران و با ماندگاری بالا هستند.
شراب شاتو - یک نوشیدنی اصیل از مبدا فرانسه. این الکل متعلق به این رده از اولین Cru بزرگ - آن را رسمی تایید طبقه بندی از شراب بوردو 1855 سال است. جای تعجب نیست، شاتو شراب بنابراین در میان aesthetes درست محبوب است.

## ویژگی تولید

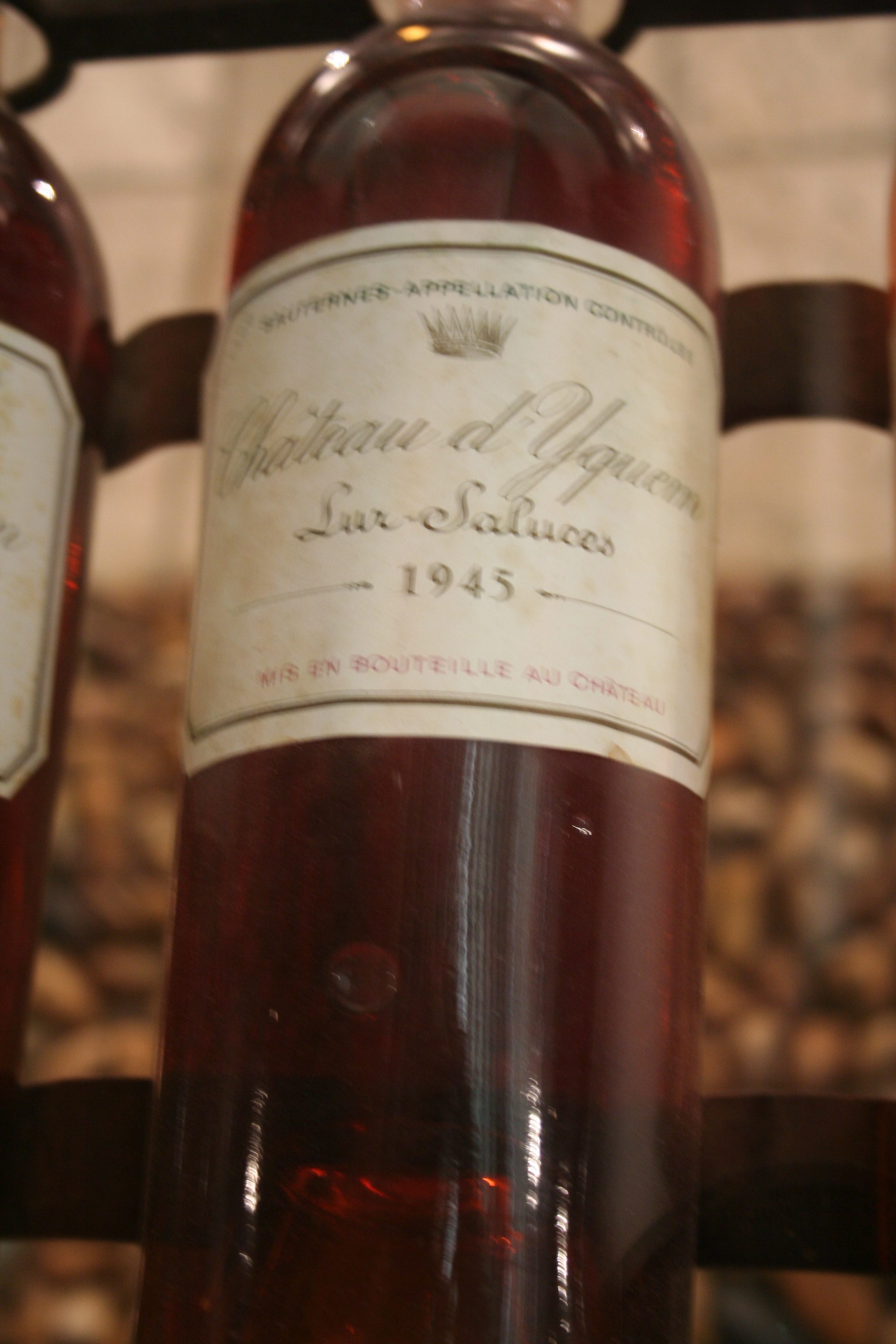
یک مثال از تغییر رنگ که شراب دسر سفید فرانسوی از بوردو می رود.

اول از همه باید توجه داشت که انگور استفاده می شود برای تولید نوشیدنی به دقت از هر بخش تقسیم گرفته شده است. به منظور حفظ هویت هر یک از بخش تخمیر - پس از جمع آوری، آن را به فرآیند خاص قرار گیرد. شراب شتو منحصر به فرد در که در طول تولید سنت اصلی نجات داد، اما، با این حال، همه از این - با استفاده از فن آوری های مدرن.
تخمیر در فتس بزرگ ساخته شده از با کیفیت بالا چوب با ارزش طبیعی است. آنها باید برای یک دوره معینی از زمان (معمولا یک فاصله 18-25 روز) له شده. این مرحله اولیه تولید است، و پس از آن شراب را امتحان کنید و سپس به ظرف دیگری بریزید. بعد می آید تخمیر مرحله دوم، که آن هم تخمیر malolactic نامیده می شود، و آن را نهایی است.